# Zelwiany
Zelwiany (biał. Зельвяны; ros. Зельвяны) – część miasta Mosty na Białorusi, w obwodzie grodzieńskim, w rejonie mostowskim. Leży nad Niemnem. Dawniej samodzielna wieś.
Na zachodzie przechodzi w Podwórną (także dawna wieś, obecnie część Mostów).

## Historia
Przed II wojną światową południową stronę Niemna stanowiła osobna miejscowość Zelwiany (dziś śladem po niej jest ul. Zelwianskaja w tej części miasta oraz nazwa rzeki uchodzącej w tym miejscu do Niemna – Zelwianki). Dobra te należały początkowo do rodziny Krzywickich, a od około połowy XIX wieku – do Tarasewiczów, w rękach których pozostawały do początku XX wieku.
Prawdopodobnie Ksawery Krzywicki zbudował tu w pierwszej ćwierci XIX wieku duży, piętnastoosiowy murowany klasycystyczny dwór, w środkowej trójosiowej części piętrowy, poza tym parterowy, na planie szerokiego prostokąta. Centralna część poprzedzona była portykiem w wielkim porządku o czterech masywnych kolumnach wspierających prostokątną attykę. Od strony ogrodowej do domu przylegał obszerny taras widokowy. Dwór był przykryty gładkim czterospadowym dachem gontowym. Wnętrza zaprojektowano dwutraktowo. Wokół domu nie było prawie parku, ponieważ usytuowany był między miasteczkiem a Niemnem. Przed portykiem znajdował się ogród z dużym gazonem i bramą wjazdową. W pobliżu (na wschód od dworu) znajdowała się cerkiew, po której również nie ma już śladu.
W dwudziestoleciu międzywojennym miejscowość leżała w Polsce, w województwie białostockim, w powiecie wołkowyskim, w gminie Piaski. 16 października 1933 utworzyła gromadę w gminie Piaski. Po II wojnie światowej weszła w struktury ZSRR.